# Umbau
Umbau bezeichnet im Bauwesen das bauliche Verändern eines bestehenden Bauwerkes. Die Honorarordnung für Architekten- und Ingenieurleistungen (HOAI) nennt dies auch Bauen im Bestand und erlaubt dafür Zuschläge beim Honorar. Durch den Umbau soll das Bauwerk an heutige oder künftige Anforderungen angepasst werden. 

## Abgrenzung Neubau, Sanierung und Umbau
Die Abgrenzung des Begriffes Umbau von dem Ersatz einzelner Bauteile (Sanierung) und dem Neubau kann Schwierigkeiten bereiten, ist aber baurechtlich bedeutsam. 
Der Austausch schadhafter Fenster definiert an sich noch keinen Umbau. Bleibt bei einem Gebäude die denkmalgeschützte Fassade erhalten, werden drinnen alle Wände und Decken abgebrochen und verändert wieder neu errichtet, ist dies rechtlich ein Umbau. 
Beim Umbau des Volksparkstadions (1997/98) wurden nacheinander die Ost-, Süd-, West- und Nordtribüne abgebrochen und durch Neubauten ersetzt. Kein Bauteil blieb erhalten, auch das Spielfeld wurde um 90° gedreht, trotzdem gelten diese Baumaßnahmen als Umbau. Bei einem Neubau sind meist höhere Anforderungen zu erfüllen (Beispiel: Bei einem Neubau eines Stadions würde auch der gewählte Standort, stadtplanerisch, verkehrstechnisch usw., geprüft werden, bei einem Umbau nicht).
Die Bauordnungen der meisten Bundesländer verlangen für Umbauten Bauanträge wenn dadurch die Nutzung eines Raumes geändert wird, oder der Brandschutz, das Tragwerk oder die äußere Erscheinung verändert werden. Einige Bundesländer benennen in ihrer Landesbauordnung Umbaumaßnahmen, die verfahrensfrei sind, für die kein Bauantrag gestellt werden braucht.

## Arten von Umbauten (Beispiele)
Abriss: Abbrechen eines Gebäudeteils oder Bauteils (z. B. Wand).
Anbau: Errichten eines neuen Gebäudeteils. Die steten Erweiterungen des Schlosses von Versailles, die aus einem kleinen Jagdschlösschen die weitreichende Schlossanlage ergab, waren allesamt Umbauten.
Neubau bei Bauen im Bestand: Errichten eines Bauteils (z. B. Wand mit Türdurchbruch). Wird ein Großraumbüro durch neue Wände unterteilt, ergeben sich daraus Folgen für den Brandschutz (Rettungswege) und evtl. dem Tragwerk. Wird durch die neue Wand ein Büro zu einem Kopier- oder Lagerraum, ändert sich die Nutzung und in einem Bauantrag müssen die Auswirkungen auf den Brandschutz und das Tragverhalten nachgewiesen werden.
Eine spezielle Form von Umbau ist die Umwandlung von Büroflächen zu Wohnraum. Vor dem Hintergrund von Leerständen und gleichzeitigem Wohnraummangel in Städten werden Möglichkeiten und Grenzen bei der Umwandlung von Büroflächen in Wohnraum eruiert. Verschiedenen Perspektiven werden analysiert, darunter baurechtliche, chronologische, typologische, technische, wirtschaftliche sowie Erschließungsaspekte und Grundrissvarianten. Umnutzungen bieten ein bedeutendes Potenzial zur Linderung des Wohnraummangel in deutschen Großstädten, sind jedoch auch mit erheblichen technischen und wirtschaftlichen Herausforderungen verbunden. Die Umnutzung ist zudem oft mit erheblichen Kosten verbunden, da umfassende bauliche Veränderungen erforderlich sind. Dies führt dazu, dass viele der potenziellen Umnutzungen wirtschaftlich nicht rentabel sind, insbesondere wenn das Ziel die Schaffung von bezahlbarem Wohnraum ist. Um das Potenzial auszuschöpfen, sind innovative Konzepte und eine enge Zusammenarbeit zwischen Politik, Stadtplanung und Immobilienwirtschaft erforderlich.